# بنك إسبانيا
بنك إسبانيا (بالإسبانية : Banco de España بانكو دي إسبانيا)، هو البنك المركزي الإسباني والمشرف على النظام المصرفي في البلاد. أنشئ في مدريد سنة 1782 من قبل كارلوس الثالث، اليوم هو عضو في النظام الأوروبي للمصارف المركزية، وبالتالي فهو يخضع لأحكام معاهدة الاتحاد الأوروبي.
بعد الحرب الأهلية الإسبانية وضع نظام فرانكو البنك في إطار رقابة صارمة، وتم تأميمه سنة 1962، وفي أواخر السبعينات بدأ البنك بسلسلة من الإصلاحات التي لا تزال قائمة إلى اليوم.
بوصفه عضواً في النظام الأوروبي للبنوك المركزية، فهو يقوم بتنفيذ مهامه وفقاً للسياسة المالية للنظام الأوروبي: الحفاظ على استقرار الأسعار، عمليات تداول العملات، إصدار الأوراق النقدية، الإشراف على المؤسسات الائتمانية، تداول النقود المعدنية، تطوير النظام المالي، الإشراف على خدمات الخزينة، وأخيراً العمل كمستشار للحكومة.